# 천안부성초등학교
천안부성초등학교는 대한민국 충청남도 천안시 서북구에 있는 공립 초등학교이다.

## 학교 연혁
- 1996년 12월 26일: 개교
- 2020년 1월 3일: 제20회 147명 졸업
- 2022년 12월 30일: 제23회 118명 졸업
- 2026년 12월 26일: 개교 30주년

## 참고 자료
- 천안부성초등학교 - 한국교육학술정보원 학교알리미